# Balestriere

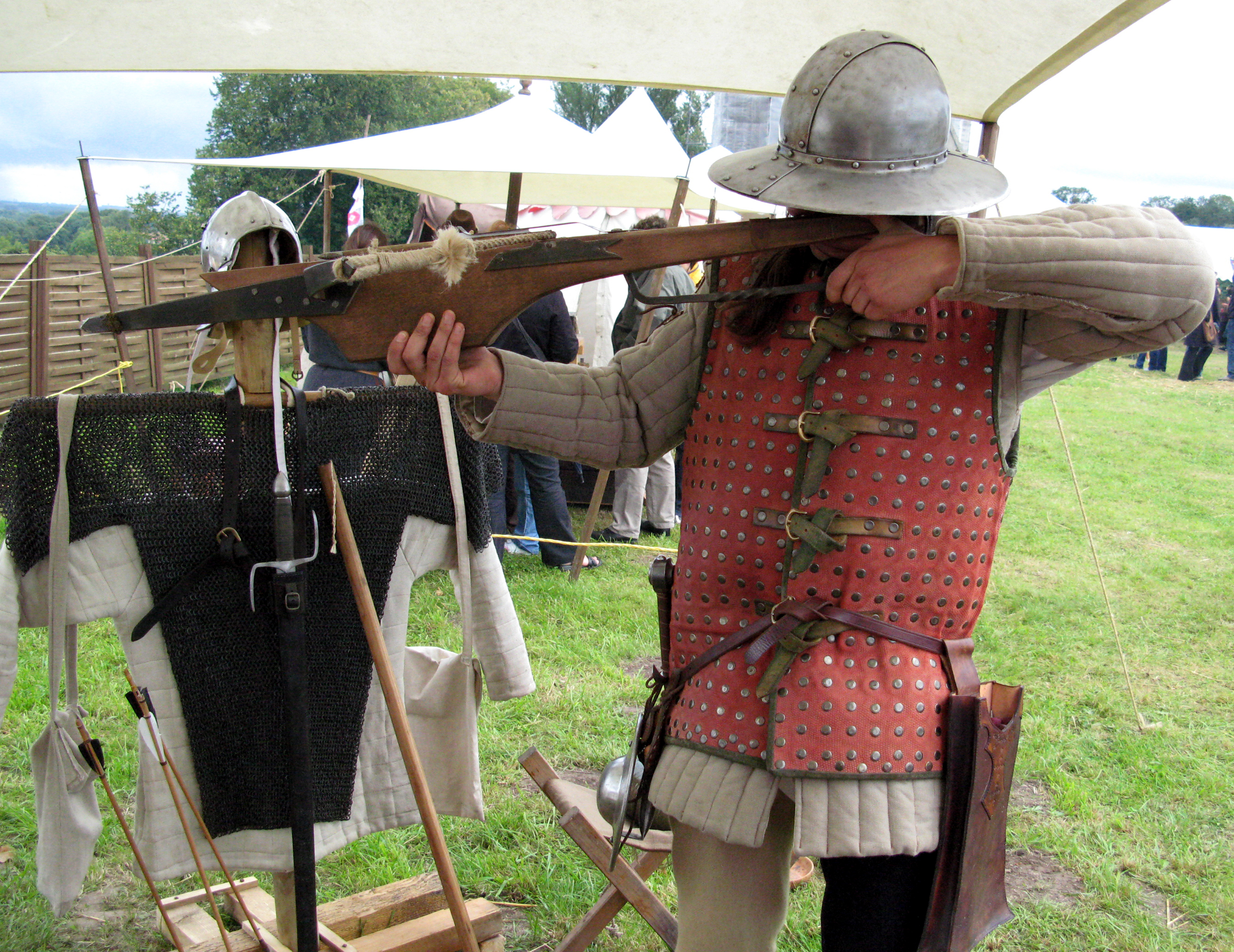
Rievocazione di un balestriere del XIV-XV secolo

Il balestriere è un tiratore di balestra, arma diffusasi in Europa durante il medioevo. Dapprima fu considerata un'arma ingiusta ed immorale, perché data la sua potenza di tiro anche un umile contadino poteva abbattere un nobile in armatura, e fu persino criticata per questo dalla Chiesa; successivamente la balestra divenne l'arma da lancio più temuta del Medioevo, prima dell'arrivo dell'arco lungo inglese, durante la guerra dei cent'anni. Tutti gli eserciti cristiani si dotarono di corpi di balestrieri, equipaggiati con armature identiche a quelle della fanteria, e protetti durante le fasi di caricamento da un grande scudo chiamato pavese, retto da un portascudo chiamato pavesaro, in genere un giovane.
Era importantissimo considerare il fattore terreno, prima di schierare un corpo di balestrieri: la balestra infatti pur avendo una invidiabile gittata, richiede tempo per essere caricata, ed inoltre il suo tiro è di tipo lineare, e non parabolico, cosa che impediva ai balestrieri di tirare oltre degli ostacoli per colpire un nemico, a differenza dell'arco.
Oltre la celebre scuola francese, furono celebri in Italia i balestrieri genovesi, quelli pisani e quelli lucchesi soprattutto per il loro contributo alla prima crociata.
Nel corso del XV secolo, si affermò molto anche la scuola dei balestrieri di Gubbio e  di Sansepolcro, che da allora celebrano il Palio della Balestra.
Si ebbero corpi di balestrieri a piedi e a cavallo. Durante il Rinascimento, i balestrieri a cavallo venivano spesso usati come guardia personale dei Signori locali. Famosi furono i balestrieri a guardia di Federico da Montefeltro: élite della Compagnia Feltria (l'esercito dei Montefeltro), erano cavalieri armati di balestra ed erano chiamati "corazze del Duca". Nelle antiche marine da guerra, i balestrieri formavano la guarnigione militare della galea, e in caso di battaglia erano aiutati da tutti gli uomini liberi dai servizi essenziali della nave. In tempo di guerra, ogni galea genovese doveva imbarcarne almeno quattro, i quali erano esentati dai doveri di bordo.